# 1938 az irodalomban
Az 1938. év az irodalomban.

## Megjelent új művek

### Próza
- Vladimir Bartol szlovén író, drámaíró, esszéista regénye: Alamut
- Samuel Beckett első regénye: Murphy
- Agatha Christie:
  - Poirot karácsonya (Hercule Poirot's Christmas)
  - Találkozás a halállal (Appointment with Death)
- William Faulkner regénye: The Unvanquished (A legyőzhetetlenek)
- Graham Greene regénye: Brighton Rock (Brightoni szikla)
- Helvi Hämäläinen finn költő, írónő regénye: Kylä palaa (Ég a falu)
- Miroslav Krleža regénye:
  - Na rubu pameti (Az ész határán), regény
  - Banket u Blitvi (Bankett Blitvában); a három könyvből álló regény első darabja. A második könyv 1939-ben, a harmadik könyv 1962-ben jelent meg
- Clive Staples Lewis: Out of the Silent Planet (A csendes bolygó)
- Anton Makarenko regénye: Flagi na basnyah (Zászlók a bástyákon)
- Heinrich Mann: Die Vollendung des Königs Henri Quatre (Negyedik Henrik király beteljesedése); a kétkötetes regény második része (az első rész 1935-ben jelent meg)
- Thomas Mann: Achtung, Europa! (Európa, vigyázz!), esszé
- Daphne du Maurier angol szerző bestsellere: Rebecca (magyar címe: A Manderley-ház asszonya)
- Vladimir Nabokov regénye: Приглашение на казнь / Invitation for a Beheading (Meghívás kivégzésre )
- Ayn Rand regénye: Anthem (Himnusz)
- Karl Ristiki észt író regénye: Tuli ja raud (Tűz és vas)
- Jean-Paul Sartre első regénye: La nausée (Az undor)
- John Steinbeck: The Long Valley (A hosszú völgy), novellagyűjtemény
- Evelyn Waugh: Scoop (Bombahír)

### Költészet
- Gabriela Mistral chilei költőnő verseskötete: Tala (Torlasz)
- Xavier Villaurrutia mexikói író, költő verseskötete: Nostalgia de la muerte

### Dráma
- Jean Anouilh:
  - Le bal des voleurs (Tolvajok bálja), megjelenés és bemutató
  - La Sauvage (A vadóc), az 1934-ben írt dráma bemutatója
- Megjelenik W. H. Auden és Christopher Isherwood verses drámája: On The Frontier (A határon)
- Bertolt Brecht emigrációban írt náciellenes színpadi műve, a Rettegés és ínség a Harmadik Birodalomban (Furcht und Elend des Dritten Reiches) néhány jelenetének bemutatója Párizsban, illetve az elkészült részek kiadása Moszkvában
- Jean Cocteau: Les Parents terribles (Rettenetes szülők), bemutató
- Thornton Wilder: Our Town (A mi kis városunk), bemutató

### Magyar irodalom
- Babits Mihály nagy költeménye, a Jónás könyve, a Nyugatban jelenik meg; könyv alakban: 1940-ben)
- Karinthy Frigyes verseskötete: Üzenet a palackban
- Radnóti Miklós verseskötete: Meredek út, benne t. k. a Himnusz a békéről
- Vas István verseskötete: Menekülő Múzsa
- Németh László drámája: Villámfénynél (bemutató a Nemzeti Színház Kamaraszínházában)

## Születések
- január 5. – Ngũgĩ wa Thiong’o kenyai író, költő, drámaíró, publicista
- január 25. – Vlagyimir Viszockij szovjet, orosz színész, költő, bárd († 1980)
- március 24. – Ágh István magyar költő, író, műfordító
- április 30. – Larry Niven amerikai sci-fi-író
- június 16. – Joyce Carol Oates amerikai költő, regény- és drámaíró
- július 5. – Simor András magyar költő, író, műfordító
- augusztus 25. – Frederick Forsyth angol író
- november 23.– Takács Zsuzsa magyar író, költő, műfordító
- december 8.– Tandori Dezső magyar költő, író, műfordító, esszéista († 2019)

## Halálozások
- január 19. – Branislav Nušić szerb író, drámaíró, színigazgató, diplomata, a modern szerb drámairodalom egyik megteremtője (* 1864)
- március 1. – Gabriele D’Annunzio olasz költő, író, drámaíró, a dekadens irányzat fő képviselője az olasz irodalomban  (* 1863)
- május 4. – Carl von Ossietzky Nobel-békedíjas német pacifista újságíró, író, lapszerkesztő (* 1889)
- május 5. – Nagy Endre író, konferanszié, kabaréigazgató; „a magyar kabaré atyja” (* 1877)
- május 7. – Octavian Goga román költő, drámaíró, politikus (* 1881)
- június 1. – Ödön von Horváth osztrák-magyar drámaíró, elbeszélő (* 1901)
- június 7. – Dsida Jenő erdélyi magyar költő (* 1907)
- augusztus 25. – Alekszandr Ivanovics Kuprin orosz realista író (* 1870)
- augusztus 26. – Millosh Gjergj Nikolla albán költő, a modern albán költészet úttörője (* 1911)
- augusztus 29. – Karinthy Frigyes író, költő, műfordító (* 1887)
- október 24. – Ernst Barlach német író, drámaíró, szobrász és festőművész (* 1870)
- december 25. – Karel Čapek cseh író (* 1890)
- december 27. – Oszip Mandelstam orosz költő, esszéíró (* 1891)